# جواد لشکری
جواد لشگری (زاده ۹ مهر ۱۳۰۲ – درگذشته ۱۷ فروردین ۱۳۹۵) آهنگساز، موسیقی‌دان و نوازندهٔ ویولن، مدیر پیشین ارکستر رادیو ایران و از همکاران اصلی برنامه گلها بود.

## زندگی‌نامه
جواد لشگری در سال ۱۳۰۲ در تهران متولد شد و در جوانی برای فراگیری و نواختن ویولن به ترتیب نزد ابوالحسن صبا و مهدی خالدی و پس از این دو نفر به کلاس احمد فروتن راد رفت و ردیف‌های موسیقی ایرانی و چند کتاب خارجی را نزد او فرا گرفت.

جواد لشگری ابتدا همکاری خود را با رادیو، در سال ۱۳۲۶ با نواختن آهنگی به نام فتنه آغاز کرد و از سال ۱۳۲۸ رسماً در ارکسترهای مهدی خالدی، مرتضی محجوبی، ابراهیم منصوری و حسین یاحقی شرکت نمود. وی توانست با این آهنگ ماندگار که با شعر رهی معیری و صدای دلکش بود به شهرتی یک شبه برسد.
وی در سال ۱۳۳۲ به سرپرستی ارکستر بزرگ رادیو انتخاب شد و تا سال ۱۳۳۵ سرپرستی این ارکستر را به عهده داشت و در حدود ۳۵۰ آهنگ برای خوانندگانی چون دلکش، مرضیه، الهه، پوران، پروین، سیمین آرین، سیمین غانم و … ساخت. تعداد زیادی از آن‌ها از بهترین آهنگ‌های ایرانی محسوب می‌شود ترانه‌هایی نظیر نوای دل، تنهایی، فتنه با صدای دلکش، لاله صحرایی، تو بخوان، خنده گل، زورق شکسته با صدای مرضیه، چون موی تو با صدای پوران، به یاد صیاد، رؤیا، ٰتاک، دردآشنا، طوطی، زلف یار با صدای الهه، یاد تو و گلها، شهره شهر با صدای پروین، خوش آمدی با صدای بانو شمس، فصل گل با صدای یاسمین، گل میخک، رقص پروانه، چنگ زهره، تمنای دل با صدای سیمین آرین و غم تنهایی، ابر پائیز با صدای سیمین غانم. وی در سال ۱۳۴۷ طی دعوت نامه‌ای به همکاری با ارکستر گل‌ها خوانده شد.
جواد لشگری جلد اول آثار خود را با شعر شعرای طراز اول به نام صد آهنگ به چاپ رسانید که چندین بار تجدید چاپ شد. جلد دوم آن نغمه‌های دل‌انگیز نام دارد و جلد سوم آن را نیز در دست تهیه بود.
وی در قالب چند آلبوم با نام‌های: «خوش آمدی»، «گل میخک» و «عشق گمشده»، ترانه‌ها و تصانیف قدیمی به انضمام آثار جدید خود را با صدای علیرضا افتخاری منتشر کرد که جزو پرفروشترین آلبوم‌های موسیقی ایران محسوب می‌گردند.

## درگذشت
جواد لشگری، روز ۱۷ فروردین ۱۳۹۵ در ۹۳ سالگی درگذشت.

## آثار
| خواننده                     | نام ترانه       | ترانه‌سرا        | آهنگساز    | تنظیم      |
| --------------------------- | --------------- | --------------- | ---------- | ---------- |
| دلکش                        | فتنه            | رهی معیری       | جواد لشگری | جواد لشگری |
| دلکش                        | نوای دل         | معینی کرمانشاهی | جواد لشگری | جواد لشگری |
| دلکش                        | تنهایی          | معینی کرمانشاهی | جواد لشگری | جواد لشگری |
| مرضیه و علیرضا افتخاری      | لاله صحرایی     | معینی کرمانشاهی | جواد لشگری | جواد لشگری |
| مرضیه و علیرضا افتخاری      | تو بخوان        | معینی کرمانشاهی | جواد لشگری | جواد لشگری |
| مرضیه                       | خنده گل         | رهی معیری       | جواد لشگری | جواد لشگری |
| مرضیه                       | زورق شکسته      | نظام فاطمی      | جواد لشگری | جواد لشگری |
| پوران                       | چون موی تو      | بیژن ترقی       | جواد لشگری | جواد لشگری |
| الهه و علیرضا افتخاری       | نامه رسان       | کریم فکور       | جواد لشگری | جواد لشگری |
| الهه                        | طوطی            | کریم فکور       | جواد لشگری | جواد لشگری |
| الهه                        | به یاد صیاد     | نیر سینا        | جواد لشگری | جواد لشگری |
| سیمین آرین                  | می‌دانم و میدانی | معینی کرمانشاهی | جواد لشگری | جواد لشگری |
| سیمین آرین و علیرضا افتخاری | گل میخک         | کریم فکور       | جواد لشگری | جواد لشگری |
| سیمین آرین                  | چنگ زهره        | نیر سینا        | جواد لشگری | جواد لشگری |
| سیمین غانم                  | ابر پاییز       | بهادر یگانه     | جواد لشگری | جواد لشگری |
| نسرین                       | خوشا دولت مستی  | سیمین بهبهانی   | جواد لشگری |            |
| نسرین                       | خندهٔ سراب       | بهادر یگانه     | جواد لشگری |            |